# Anne Pressly
Anne Pressly (Beaufort, 28 de agosto de 1982 - Little Rock, 25 de octubre de 2008) fue una periodista estadounidense.

## Biografía
Anne Pressly nació en Beaufort (Carolina del Sur) y creció en Greenville (Carolina del Sur). Durante su undécimo grado de escuela, su madre se volvió a casar y se mudaron a Little Rock. Se graduó con B.A. en ciencias políticas en la Rhodes College, ubicada en Menfis, Tennessee.
Pressley fue contratada por KATV Canal 7 en Little Rock (Arkansas) en mayo de 2004 para conducir Good Morning Arkansas e informar para MidDay Arkansas y Saturday Daybreak. En noviembre de 2004 fue promovida a reportera a tiempo completo.

## Muerte
Patricia Cannady, madre de Anne Pressly, había alertado a la policía de Little Rock de que su hija no contestaba sus llamadas, por lo que la buscó y la encontró inconsciente en su cama, golpeada con brutalidad, a las 4:30 a. m. del 20 de octubre de 2008, media hora antes de que empezara su programa Daybreak, que conducía.
Había sido violada, su mano izquierda rota y su rostro tan aplastado y desfigurado que era difícil reconocerla. El atacante, Curtis Lavell Vance se llevó su ordenador portátil y un bolso que contenía su tarjeta de crédito y algunas otras cosas, lo cual hizo pensar a la policía de que se trataba de un robo; sin embargo, también la violó golpeándola en la cara, con una posible herramienta de jardín, hasta dejarla al borde de la muerte.
Fue hospitalizada en el St. Vincent Infirmary Medical Center, donde murió cinco días después, el 25 de octubre de 2008.

## Autor del crimen
El 26 de noviembre de 2008, la Policía de Little Rock arrestó a Curtis Lavell Vance, de 28 años, por la muerte de Anne Pressly. El 11 de noviembre de 2009, Vance fue declarado culpable de asesinato, robo y violación. Al día siguiente fue sentenciado a cadena perpetua sin posibilidad de libertad condicional. El 2 de junio de 2011 la Corte Suprema de Arkansas rechazó la apelación de Vance.
Vance también fue condenado por la violación a Kristen Edwards el 21 de abril de 2008 en su casa, ubicada en Marianna (Arkansas). El violador antes de huir, robó su móvil y su cargador, un vídeo y 3 dólares, que era todo el dinero en efectivo que tenía ella en ese momento.